# Фромета Кастильо, Сирка
Сирка Фромета Кастильо (исп. Zirka Frómeta Castillo; род. 7 июня 1963, Сантьяго-де-Куба) — кубинская шахматистка, гроссмейстер (2008) среди женщин.
Трёхкратная чемпионка Кубы (1981, 1983 и 1987).
В составе сборной Кубы участница шести Олимпиад (1984—1990, 1994, 2002). На 27-й олимпиаде (1986) в г. Дубае завоевала бронзовую медаль в индивидуальном зачёте (играла на 3-й доске).

## Изменения рейтинга
| Графики недоступны из-за технических проблем. См. информацию на Фабрикаторе и на mediawiki.org. |